# Parasenecio adenostyloides
Parasenecio adenostyloides là một loài thực vật có hoa trong họ Cúc. Loài này được (Franch. & Sav. ex Maxim.) H.Koyama mô tả khoa học đầu tiên năm 1995.